# Nex Machina
Nex Machina è un videogioco sparatutto del 2017 sviluppato e pubblicato da Housemarque per PlayStation 4 e Microsoft Windows. Il titolo è stato realizzato in collaborazione con Eugene Jarvis.